# Rimavské Brezovo
Rimavské Brezovo é um município da Eslováquia, situado no distrito de Rimavská Sobota, na região de Banská Bystrica. Tem 14,1 km² de área e sua população em 2018 foi estimada em 530 habitantes.

## Demografia
| Ano:        | 1994 | 2004   | 2014   | 2024   |
| ----------- | ---- | ------ | ------ | ------ |
| Broj ljudi: | 492  | 513    | 529    | 495    |
| Razlika:    |      | +4,26% | +3,11% | -6,42% |

| Ano:               | 2023 | 2024   |
| ------------------ | ---- | ------ |
| Número de pessoas: | 506  | 495    |
| Diferença:         |      | -2,17% |